# コリーン・ムーア
コリーン・ムーア（Colleen Moore、本名：キャスリーン・モリソン〈Kathleen Morrison〉、1899年8月19日 - 1988年1月25日）は、アメリカ合衆国の女優である。主に1920年代のサイレント映画で活躍し、クララ・ボウやジョーン・クロフォードなどに先駆けた「フラッパー」の代表的な存在として一世を風靡した。1934年の引退後は投資家としても成功を収めている。

## 来歴
ミシガン州ポートヒューロンに生まれ、D・W・グリフィスのスクリーンテストを受けた後に映画デビュー、1923年にファースト・ナショナル（en）専属となった。まもなく同社のプロデューサーのジョン・マコーミック（en）と結婚し、看板スターとして活躍したが、トーキー転換を果たした1929年に一時休業、33年から34年にかけての短期間の復帰の後に事実上引退した。1968年には自叙伝『Silent Star』を発表している。

## フィルモグラフィ
- 改悛 The Bad Boy (1917)
- 幽霊騎手 Hands Up! (1917)
- 長恨歌 The Savage (1917)
- 最後の本塁打 The Busher (1919)
- 荒野の道 The Wilderness Trail (1919)
- 魔の森 The Man in the Moonlight (1919)
- 秘蔵の一敷 The Egg Crate Wallop (1919)
- 悍馬の嘶き（いななき） The Cyclone (1920)
- 悪魔の要求 The Devil's Claim (1920) ※早川雪洲主演
- 花爛漫 So Long Letty (1920)
- ディンテー Dinty (1920)
- 曠野に叫ぶ The Sky Pilot (1921)
- 洋上の楽園 The Lotus Eater (1921)
- 君を思へば Come on Over (1922)
- 踊れぬ女 The Wall Flower (1922)
- 愛の栄光 Forsaking All Others (1922)
- 男子怒れば Broken Chains (1922)
- 死の救援列車 The Ninety and Nine (1922)
- 恋と食欲 Look Your Best (1923)
- 汝犯す勿れ The Nth Commandment (1923)
- 青春に浴して Flaming Youth (1923)
- 勝敗の彼方へ April Showers (1923)
- 光り闇を行く Through the Dark (1924)
- 女名捕手 Painted People (1924)
- おお母よ So Big (1924)
- 踊子サリー Sally (1925)
- 恋の征服 The Desert Flower (1925)
- お洒落娘 Irene (1926)
- 微笑みの女王 Ella Cinders (1926)
- 恋は異なもの It Must Be Love (1926)
- 霧の裏街 Twinkletoes (1926)
- 想ひ叶ふて Orchids and Ermine (1927)
- 娘新旧両面鏡 Naughty But Nice (1927)
- 恋せよ乙女 Her Wild Oat (1927)
- 乙女よ純なれ Happiness Ahead (1928)
- 万事円満 Oh, Kay! (1928)
- ライラック・タイム Lilac Time (1928)
- 気まぐれ女優 Synthetic Sin (1929)
- 踊る青春 Why Be Good? (1929)
- 恋の走馬燈 Smiling Irish Eyes (1929)
- 君知るやわが悩み Footlights and Fools (1929)
- 力と栄光 The Power and the Glory (1933)
- マダムと踊子 Social Register (1934)
- 緋文字 The Scarlet Letter (1934)